# Ingrid Pfeiffer
Ingrid Pfeiffer (Geburtsname Ingrid Wiesenmayer, * 8. Mai 1966 in Herrmannstadt) ist eine deutsche Kunsthistorikerin, Autorin und Ausstellungskuratorin.

## Leben
Ingrid Pfeiffer wuchs auf in Weilburg als Tochter der Galeristin und Schriftstellerin Astrid Connert-Wiesenmayer (1929–1986). Ihr Vater starb früh.
Pfeiffer studierte von 1987 bis 1992 Kunstgeschichte und Medienwissenschaft an der Philipps-Universität Marburg. 1992 legte sie Ihre Magisterarbeit vor und begann ihre Dissertation mit Unterstützung der Gerda Henkel Stiftung, Düsseldorf. 1997 wurde sie in Marburg bei Christa Lichtenstern mit dem Thema Erich Buchholz. Komposition und Konstruktion 1917–1928  promoviert.
Von 1996 bis 2000 wurde sie Wissenschaftliche Mitarbeiterin am Museum Wiesbaden. In dieser Zeit verbrachte sie längere Forschungsaufenthalte in New York. 2000 bewarb sie sich bei dem prospektiven Direktor Max Hollein in New York als Kuratorin für die Kunsthalle Schirn in Frankfurt am Main. Sie wurde von ihm eingestellt und begann ihre Tätigkeit in der Kunsthalle im Januar 2001, bereits zwei Wochen vor ihrem künftigen Chef.
Sie veröffentlichte zahlreiche Publikationen, unter anderem über Eugène Atget, Berenice Abbott, Walker Evans, Johannes Itten, Eva Hesse, Erich Buchholz.
Ingrid Pfeiffer ist verheiratet und lebt in Darmstadt.

## Kuratierte Ausstellungen in der Schirn
- 2002: Shopping – 100 Jahre Kunst und Konsum
- 2002: Matisse – die Scherenschnitte
- 2003: Thomas Hirschhorn – Doppelgarage
- 2004: Julian Schnabel
- 2004: Yves Klein Retrospektive
- 2008: Impressionistinnen. Berthe Morisot, Mary Cassatt, Eva Gonzalès, Marie Bracquemond
- 2013: Yoko Ono. Half-a-wind show. Eine Retrospektive
- 2014: Esprit Montmartre. Die Bohème in Paris um 1900
- 2015/2016: Sturm-Frauen. Künstlerinnen der Avantgarde in Berlin 1910–1932
- 2017: Glanz und Elend in der Weimarer Republik. Von Otto Dix bis Jeanne Mammen
- 2020: Fantastische Frauen. Surreale Welten von Meret Oppenheim bis Frida Kahlo